# Reichskommissariat Norwegen
El reichskommissariat Norwegen (en noruego: Rikskommissariat i Norge) fue el régimen de ocupación civil establecido en la Noruega ocupada por la Alemania nazi, durante la Segunda Guerra Mundial. El nombre oficial completo era reichskommissariat für die besetzten norwegischen Gebiete. Estuvo gobernado por Josef Terboven hasta su suicidio el 7 de mayo de 1945. Las Fuerzas militares alemanas en Noruega, en aquel entonces bajo el mando del General Franz Böhme, se rindieron a las Fuerzas aliadas el 8 de mayo y el gobierno legal noruego fue inmediatamente restaurado.

## Historia

### Invasión y ocupación alemana
La necesidad de la Alemania nazi por incorporar a Noruega al Imperio alemán se debía a varios motivos. El primero radicaba en que a la altura de 1940 Alemania era extremadamente dependiente de los recursos naturales, especialmente del suministro del hierro procedente del norte de Suecia y que atravesaba Noruega hasta el puerto de Narvik. Si los noruegos permitían a los buques aliados la entrada en sus aguas territoriales, estos podrían bloquear las rutas comerciales del hierro. Otra razón estribaba en el temor alemán ante la posibilidad de que los aliados usaran Noruega como un trampolín desde el que entrar en Suecia y poder amenazar la propia Alemania. La neutralidad del Gobierno noruego era un hecho, a pesar de que éste evitase a toda costa cualquier conflicto con el Reino Unido. Ya en el otoño de 1939 se había empezado a poner de manifiesto la necesidad de preparar a Noruega, no solo para proteger su neutralidad, sino también para el caso del estallido de un conflicto. Los esfuerzos en este sentido tropezaron con los constante incidentes diplomáticos que ocurrían en aguas bajo jurisdicción noruega, especialmente con el Incidente del Altmark ocurrido Jøssingfjord, 
El país nórdico se mostró dispuesto a negociar tratados comerciales favorables tanto con el Reino Unido como la Alemania nazi, pero los temores e intrigas de ambos estado no disminuyeron. Hitler, convencido de la amenaza planteada por los aliados para el suministro de mineral de hierro, ordenó el alto mando alemán (OKW) que comenzase a estudiar los planes preliminares para una posible invasión del país escandinavo el 14 de diciembre de 1939; El plan preliminar fue denominado Studie Nord y solo estaba prevista la intervención de una sola División. Por su parte los Británicos prepararon diversos planes de intervención en Noruega durante los meses de marzo y abril, principalmente enfocados para hacerse con el control de Narvik y hacerse con el control o destruir las minas de Gällivare (Suecia). Se esperaba que esto desviase las fuerzas alemanas del Frente Occidental, y abriese un nuevo frente bélico en el sur de Suecia. Dentro de las operaciones estaba previsto el minado de las costas noruegas, operación a la que seguiría el desembarco de tropas en 4 puertos noruegos: Narvik, Trondheim, Bergen and Stavanger; Las discusiones anglo-francesas en torno a los operativos retrasaron las fechas del desembarco del 5 al 8 de abril, un hecho que se revelaría catastrófico.
Hitler ya había ordenado el 1 de abril la ejecución definitiva de la prevista ocupación de Noruega, estableciéndose la fecha de inicio el 9 de abril. Al tiempo que los noruegos protestaron por las operaciones de minado de sus aguas costeras, las fuerzas alemanas de invasión ya estaban en alta mar camino de sus destinos. Las invasiones alemanas en su mayor parte lograron su objetivo de asalto simultáneo y sorprendieron a las fuerzas noruegas con la guardia baja, hecho que no se vio favorecido por la decisión del gobierno noruego de haber hecho sólo una movilización parcial. En estos primeros momentos no todo estaba perdido para los aliados, en tanto que el rechazo Gruppe 5 alemán en el fiordo de Oslo concedió un tiempo valioso a los noruegos que utilizaron para evacuar a la familia real y el Gobierno de Noruega a la ciudad de Hamar. Con el vacío de poder que se había creado, el líder fascista Vidkun Quisling aprovechó esta oportunidad para hacerse con el control de las principales emisoras de radio y, mediante un golpe de Estado, anunciar la formación de un nuevo del que él era su ministro-presidente.

### Régimen de Quisling

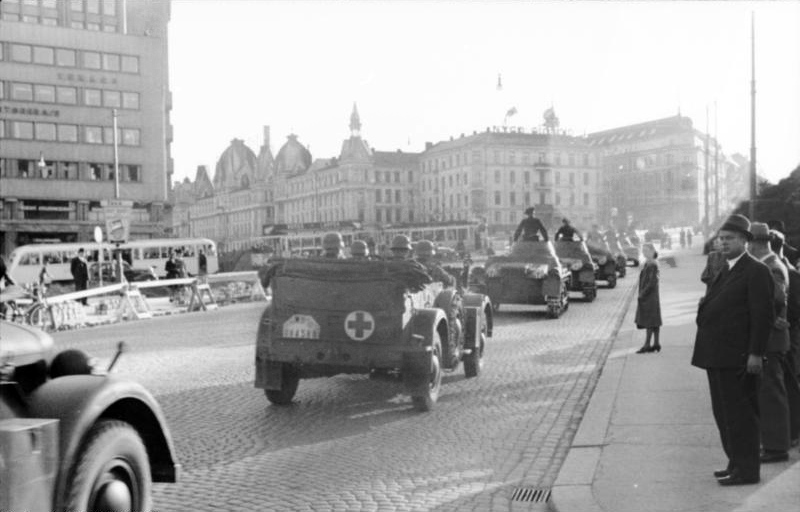
Tropas alemanas ocupando Oslo, en abril de 1940.

El principal apoyo colaboracionista vino del pronazi Nasjonal Samling (en noruego, "Encuentro Nacional" o "Unificación Nacional"), partido dirigido por Vidkun Quisling, al que Adolf Hitler permitió poder formar gobierno bajo la supervisión alemana. En 1942, con el visto bueno alemán, Quisling se convirtió en ministro-Presidente de Noruega aunque no dispuso apenas de autonomía política y no pasó de ser un mero Gobierno títere. El reichskommissar Terboven retuvo todos sus poderes y el control sobre Noruega, mientras que las fuerzas militares estacionadas en el país continuaron disfrutando de plena autonomía y bajo control alemán.